# Doral
Doral er en by i Miami-Dade County i delstaten Florida i USA med 75.874 (2020) indbyggere.
Doral ligger vest for Miami internationale lufthavn. Byen har navn efter den berømte golfklub Doral Golf Resort & Spa, som ligger inden for kommunegrænserne og som er grundlagt af ægteparret Doris og Alfred Kaskel. Navnet Doral er en sammentrækning af Doris og Alfred. Doral fik bystatus 24. juni 2003.

## Eksterne links
- Officiel hjemmeside